# Martí Sales i Sariola
Martí Sales i Sariola (Barcelona, 11 de juny de 1979) és un escriptor, traductor i músic. Llicenciat en Teoria de la Literatura i Literatura Comparada per la Universitat de Barcelona, és fill de l'escriptor i editor Francesc Sales i de la il·lustradora i traductora Eulàlia Sariola. En el camp literari es va donar a conèixer amb el poemari Huckleberry Finn que li va valer el premi Vila de Lloseta de poesia, 2005. Amb Dies feliços a la presó es va endinsar en el camp de la narrativa. El 2012 va publicar Ara és el moment, que se centra en l'escena musical independent de Catalunya. Com a músic ha estat cantant i guitarrista del grup de punk Els Surfing Sirles, que ha publicat els treballs discogràfics en el segell Bankrobber. El grup es va dissoldre el 2013 arran de la mort del guitarrista Uri Caballero, i van anunciar que no farien més concerts ni concedirien entrevistes. El 2013 va formar, juntament amb Maria Rodés i Ramón Rodríguez, un projecte paral·lel que va debutar amb el disc Convergència i Unió; però es van separar després de la gira de presentació. El 2016 va publicar La cremallera, un poema de 700 versos en homenatge a Uri Caballero, escrit en un format de poesia narrativa, a l'estil de 'El comte Arnau', de Josep Maria de Sagarra. El 2021 va publicar Aliment, una mena de diccionari gastronònic amb il·lustracions de Frederic Amat i Oriol Malet. El 2022 va guanyar el premi Sonor al millor podcast conversacional per Fans de l'Alcover-Moll.

## Obra escrita

### Narrativa
- 2007 — Dies feliços a la presó (Barcelona, Empúries) ISBN 9788497872454
- 2014 — Principi d'incertesa (Barcelona, Males Herbes) ISBN 9788494310812
- 2017 — Cremen cels, amb Míriam Cano i Antònia Vicens (Barcelona, LaBreu) ISBN 9788494745263
- 2021 — Aliment (Barcelona, Club Editor)

### Poesia
- 2005 — Huckleberry Finn (Palma, Moll) ISBN 8427351259
- 2016 — La cremallera (Barcelona, Males Herbes)[3]

### Investigació i divulgació
- 2012 — Ara és el moment. breu crònica oral dels indis catalans (Badalona: Ara Llibres) ISBN 9788492941636

### Traduccions
- José Antonio Marina,  Anatomia de la por: un tractat sobre el coratge. Barcelona: Empúries / Anagrama, 2007.
- Jim Dodge, Fut. Barcelona: Edicions de 1984, 2009.[8]
- Uzodinma Iweala, Bèsties sense pàtria. Barcelona: Edicions de 1984, 2010.
- Michael Connelly, Nou dracs Barcelona: Club Editor, 2010.
- Kurt Vonnegut, Bressol de gat. Barcelona: Males Herbes, 2012.
- John Fante, Plens de vida. Barcelona: Edicions del 1984, 2013.
- John Fante, La germandat del raïm. Barcelona: Edicions del 1984, 2013.
- John Fante, A l'oest de Roma. Barcelona: Edicions del 1984, 2014.
- Kurt Vonnegut, Mare nit. Barcelona: Males Herbes, 2014.
- Shirley Jackson, La maledicció de Hill House. Barcelona: L'Altra, 2014.[9]
- Shirley Jackson, Sempre hem viscut al castell. Barcelona: L'Altra, 2016.
- John Fante, Pregunta-ho a la pols. Barcelona: Edicions del 1984, 2016.
- Ray Bradbury, Un cementiri de llunàtics. Barcelona: Males Herbes, 2017.
- Stephen King, Escriure: memòries d'un ofici. Barcelona: L'Altra, 2018.
- Vivian Gornick, Mirar-nos de cara. Barcelona: L'Altra, 2019.
- Ray Bradbury, L'home il·lustrat. Barcelona: Males Herbes, 2019.
- Claudia Durastanti, L'Estrangera. Barcelona: L'Altra, 2020.
- Patti Smith, L'any del mico, Barcelona: Club Editor, 2020.
- Stephen King, La gran caminada. Barcelona: Males Herbes, 2020.

## Música

### Els Surfing Sirles
- 2013 — Música de consum
- 2011 — Romaní, semen i sang
- 2010 — Eix Transversal
- 2010 — LP

### Convergència i Unió
- 2013 — S/T

## Premis i reconeixements
- 2005 — Premi Vila de Lloseta de poesia per Huckleberry Finn.
- 2022 — Premi Sonor al millor podcast conversacional per Fans de l'Alcover-Moll.